# Dömötör Sándor (néprajzkutató)
Dömötör Sándor (Budapest, 1908. február 24. – Budapest, 1986. január 15.)  magyar néprajzkutató, nyelvész, muzeológus.

## Életpályája
Egyetemi tanulmányait a budapesti Pázmány Péter Tudományegyetemen végezte 1926–1930 között. Egyetemi hallgató korábban összegyűjtötte Dunaszentgyörgy népnyelvi anyagát. Solymossy Sándor tanítványa lett a Szegedi Egyetemen, ahol a betyárromantikáról szóló disszertációjával doktorált 1930-ban. Művét 1930-ban Betyárromantika címen adták ki. Fizetés nélküli gyakornok volt a Magyar Nemzeti Múzeum Néprajzi Múzeumánál 1931–1932 között. 1933–1935 között megélhetését hivatalnokként biztosította (a Fővárosi Alkalmazottak Segítőalapjánál). 1936–1944 között a Fővárosi Alkalmazottak Segítőalapjának balatonkenesei üdülőjében volt igazgatóhelyettes. 1949–1957 között a szombathelyi Vasvármegyei (majd Savaria) Múzeum igazgatója volt 1949. január 1-je és 1957. decembere között. 1969-ig – nyugdíjazásáig – a Népművelési Intézet főelőadója volt.
Fontos szerepe volt a honismereti mozgalom megindításában, szervezésében. Több népmesegyűjteményt adott ki. A legtöbb tanulmánya az Ethnographiában és a Savaria Múzeum évkönyveiben jelent meg.

## Kutatási területe
Fő kutatási területe a folklorisztika; ballada, mese, valamint a boszorkányképzetek.

## Társadalmi szerepvállalása
- 1929-től a Magyar Néprajzi Társaság tagja, 1978-tól belföldi tiszteletbeli tagja volt.

## Főbb művei
- Betyárromantika (Budapest, 1930)
- Vida György facetiái. Kolozsvár, 1932. (Erdélyi Tudományos Füzetek 42.)
- A cigányok temploma. Kolozsvár, 1932. (Erdélyi Tudományos Füzetek 52.)
- Szombathelyi séták (Szombathely, 1958)
- Őrség (Budapest, 1960)
- Abádszalók földje, népe, kultúrája (Szolnok, 1961)
- Hevestől Baranyáig. Helytörténeti képek Berze Nagy János életéből (Pécs, 1983)

## Ajánlott irodalom
- Bárdosi János: D. S. köszöntése (Népr. Hírek, 1978);
- Kodolányi János: D. S. 1908-1986 (Néprajzi Hírek, 1986. 1. sz.);
- Töltési István: D. S. (Honismeret, 1986. 3. sz.).